# Lagunas de las Moreras
Lagunas de las Moreras este o arie protejată (arie de protecție specială avifaunistică — SPA) din Spania întinsă pe o suprafață de 72,49 ha, integral pe uscat.

## Localizare
Centrul sitului Lagunas de las Moreras este situat la coordonatele 37°34′57″N 1°18′18″W / 37.5824°N 1.3049°V.

## Înființare
Situl Lagunas de las Moreras a fost declarat arie de protecție specială avifaunistică în aprilie 2014 pentru a proteja 62 de specii de animale.

## Biodiversitate
Situată în ecoregiunea mediteraneană, aria protejată conține 5 habitate naturale: Tufărișuri termo-mediteraneene și de pre-deșert, Galerii și tufărișuri riverane sudice (Nerio-Tamaricetea și Securinegion tinctoriae), Râuri mediteraneene cu debit permanent și vegetație de Glaucium flavum, Stepe sărăturate mediteraneene (Limonietalia), Tufărișuri halo-nitrofile (Pegano-Salsoletea).
La baza desemnării sitului se află mai multe specii protejate:
- păsări (56): lăcar mare (Acrocephalus arundinaceus), fluierar de munte (Actitis hypoleucos), pescăruș albastru (Alcedo atthis), rață sulițar (Anas acuta), rață lingurar (Anas clypeata), rață pitică (Anas crecca), rață fluierătoare (Anas penelope), rață cârâitoare (Anas querquedula), rață pestriță (Anas strepera), stârc cenușiu (Ardea cinerea), stârc roșu (Ardea purpurea), stârc galben (Ardeola ralloides), rață roșie (Aythya nyroca), buha (Bubo bubo), șorecarul comun (Buteo buteo), fugaci de țărm (Calidris alpina), prundăraș de sărătură (Charadrius alexandrinus),  prundaș gulerat mic (Charadrius dubius), chirighiță-cu-obraz-alb (Chlidonias hybridus), erete de stuf (Circus aeruginosus), porumbel gulerat (Columba palumbus), egretă mică (Egretta garzetta), șoim călător (Falco peregrinus), lișiță (Fulica atra), ciocârlan (Galerida cristata), Hieraaetus fasciatus, acvilă pitică (Hieraaetus pennatus), piciorong (Himantopus himantopus), stârc pitic (Ixobrychus minutus), pescăruș râzător (Larus ridibundus), gușă albastră (Luscinia svecica), Marmaronetta angustirostris, prigoare (Merops apiaster), muscar sur (Muscicapa striata), rață cu ciuf (Netta rufina), stârc de noapte (Nycticorax nycticorax), Oenanthe leucura, ciuf-pitic (Otus scops), Oxyura leucocephala, cormoran mare (Phalacrocorax carbo), țigănuș (Plegadis falcinellus), corcodel-cu-gât-negru (Podiceps nigricollis), Porphyrio porphyrio, cristei de baltă (Rallus aquaticus), ciocântors (Recurvirostra avosetta), pițigoi-pungar (Remiz pendulinus), lăstun de mal (Riparia riparia), turturică (Streptopelia turtur), silvie roșcată (Sylvia cantillans), silvie de tufiș (Sylvia undata), călifar alb (Tadorna tadorna), fluierar de mlaștină (Tringa glareola), fluierar cu picioare verzi (Tringa nebularia), fluierarul de zăvoi (Tringa ochropus), fluierarul cu picioare roșii (Tringa totanus), pupăză (Upupa epops)
- mamifere (4): liliac cu aripi lungi (Miniopterus schreibersii), liliac cu picioare lungi (Myotis capaccinii), liliac comun (Myotis myotis), liliacul mare cu potcoavă (Rhinolophus ferrumequinum)
- pești (1): Aphanius iberus
- reptile (1): Mauremys leprosa

Pe lângă speciile protejate, pe teritoriul sitului au mai fost identificate 6 specii de plante, 19 specii de păsări.